# Nandegada
Nandegada (nep. नंदेगडा) – gaun wikas samiti w zachodniej części Nepalu w strefie Seti w dystrykcie Achham. Według nepalskiego spisu powszechnego z 2011 roku liczył on 648 gospodarstw domowych i 3780 mieszkańców (2061 kobiet i 1719 mężczyzn).